# San Miguel, Campeche
San Miguel är en ort i Mexiko.   Den ligger i kommunen Champotón och delstaten Campeche, i den östra delen av landet, 900 km öster om huvudstaden Mexico City. San Miguel ligger 11 meter över havet och antalet invånare är 186.
Terrängen runt San Miguel är platt. Runt San Miguel är det glesbefolkat, med 11 invånare per kvadratkilometer. Närmaste större samhälle är Ulumal, 16,8 km väster om San Miguel. I omgivningarna runt San Miguel växer i huvudsak lövfällande lövskog.